# Waldersbach
Waldersbach es una localidad y comuna francesa

## Ubicación
Está situada en el departamento de Bajo Rin en la región de Alsacia. 

## Demografía
| 152 | 155 | 131 | 120 | 123 | 139 |
| Para los censos de 1962 a 1999 la población legal corresponde a la población sin duplicidades (Fuente: INSEE [Consultar]) |     |     |     |     |     |

## Personajes célebres
- Jean-Frédéric Oberlin, pastor protestante